# Tiziano Terzani
Tiziano Terzani (* 14. September 1938 in Florenz; † 28. Juli 2004 in Pistoia-Orsigna) war ein italienischer Journalist und Schriftsteller.
Als guter Kenner des asiatischen Kontinents arbeitete er 30 Jahre lang als Auslandskorrespondent für das deutsche Nachrichtenmagazin Der Spiegel und wurde einer der bedeutendsten Korrespondenten in Ost- und Südostasien. Überdies war er bei verschiedenen italienischen Zeitungen und Zeitschriften als freier Mitarbeiter tätig, u. a. bei Il Giorno, Il Corriere della Sera, Il Messaggero, La Repubblica. Er war einer der bekanntesten italienischen Journalisten auf internationaler Ebene: seine Reportagen und Erzählungen wurden weltweit gelesen. Er war außerdem Autor von etlichen Romanen, die in Italien und Deutschland großen Erfolg hatten, mit einer Auflage von über 2,5 Mio. in Italien und allein über 400.000 postum verkauften Büchern von Das Ende ist mein Anfang in Deutschland. Er hat mit seiner Ehefrau, Angela Staude, selbst Autorin, und seinen Kindern in Singapur, Hongkong, Peking, Tokio, Bangkok und Delhi gelebt.

## Leben

### Kindheit und Jugend
Tiziano Terzani wurde am Mittwoch, dem 14. September 1938, in Florenz geboren, in der Sozialsiedlung Monticelli. Sein Vater, Gerardo Terzani, führte eine kleine Autowerkstatt in Florenz. Seine Mutter Lina Venuti, eine strenggläubige Katholikin, arbeitete als Hutmacherin in einem Schneideratelier. Während seiner Kindheit wurde der junge Terzani oftmals auf den Pistoia-Apennin gebracht, um seine Krankheitsanfälligkeit zu verringern und ihm ein heilsames Klima zu ermöglichen. Die Verbindung zu dieser Landschaft, vor allem mit dem Orsigna-Tal, begleitete ihn ein Leben lang.
Trotz der Armut seiner Eltern wurde er aufs Gymnasium geschickt. Als Gymnasiast arbeitete er, um etwas Geld aufzutreiben, als Journalist beim Giornale del Mattino, einer florentinischen Zeitung, die mit der Regierungspartei Democrazia Cristiana verbunden war. Er hatte dort die Aufgabe, über Leichtathletikwettkämpfe, Radrennen und vor allem Fußballspiele der nationalen Jugendmeisterschaften zu berichten, meistens in der Provinz Florenz.
„Was für ein Glück, was für ein Gefühl von Macht mir dieses Schildchen um den Hals mit dem Wort JOURNALIST darauf verlieh! […] Überall dabei sein zu können, wo etwas passierte. Das Recht darauf zu haben, ganz vorne in der ersten Reihe zu stehen…“

### Universitätsjahre und Olivetti
Im Sommer 1957 bekam er als Schulabgänger ein Stellenangebot bei der Banca Toscana, das er aber ablehnte: „In einer Bank zu arbeiten, war schlimmer als eine Verdammung, das wäre mein Untergang gewesen!“
Er machte für ein Jura-Studium die Aufnahmeprüfung an der Elite-Hochschule Scuola Superiore Sant’Anna in Pisa und wurde angenommen. Im selben Jahr lernte er Angela Staude kennen, Tochter des Malers Hans Joachim Staude und der Architektin Renate Mönckeberg, Enkelin des Hamburger Bürgermeisters Johann Georg Mönckeberg.
Während der Studienjahre, er in Pisa und sie in München, blieben die beiden in Kontakt. 1961 absolvierte er sein Jurastudium mit Bestnote, nach einer Abschlussarbeit in Völkerrecht.
Nach einem kurzen Studienaufenthalt in Leeds, kehrte er nach Italien zurück und nahm das Angebot des italienischen Schreibmaschinenkonzerns Olivetti an, da das gesellschaftliche Engagement des Unternehmens seinen Vorstellungen entsprach.
„[…] es ist tatsächlich so, dass viele aus meiner Generation, die ihr Diplom cum laude gemacht hatten, entweder bei der Kommunistischen Partei oder bei Olivetti landeten, denn beide gaben einem die Möglichkeit, sich sozial zu engagieren.“
Nach einem langen Praktikum erhielt er eine Stelle in der Personalabteilung, wo er Jungakademiker für die Auslandstochtergesellschaften rekrutierte. Am 27. November 1962 heiratete er Angela Staude in Vinci. Olivetti bot ihm die Möglichkeit, auf Dienstreise zu gehen, zunächst durch Europa – mit langen Aufenthalten in Dänemark, Portugal, den Niederlanden, Großbritannien – und später weltweit. Seine erste Dienstreise nach Fernost, Japan, unternahm er 1965. Bei diesem Anlass besichtigte er kurz Hongkong; dort begann der Traum von einem Leben in China Form anzunehmen: „Ich suchte nach einer Alternative für die westliche Welt, nach einem anderen Modell […] und China war genau das.“
1966 kaufte er ein Grundstück im Orsigna-Tal, wo er später ein kleines Haus baute.

### Studium in den USA
Nach einer zufälligen Begegnung mit Samuel Gorley Putt, damals Direktor des „Commonwealth Fund Fellowship-Programms“, erlangte er 1966 ein Stipendium, das ihm die Tore zur Columbia University in New York öffnete. Dort begann er das Studium mit Schwerpunkt Sinologie und Geschichte. Das Stipendium erlaubte ihm durch die USA zu reisen. Er schrieb über zwei Jahre wöchentlich Artikel über die Wahlen, die Schwarzen, die Proteste gegen den Vietnamkrieg, den Marsch auf Washington für Arbeit und Freiheit, die Morde an Robert Kennedy und Martin Luther King für „L'astrolabio“, das Wochenblatt der Sinistra Indipendente (Unabhängigen Linken).
Er absolvierte ein einwöchiges Praktikum bei der New York Times und fand dort seine großen Vorbilder: „Mein Traum war, Journalismus zu machen wie er (Edgar Snow), unabhängig von den Regeln der Macht, ohne die üblichen Schablonen, auf der Suche nach der Wahrheit“
Im Jahr 1968 zog er nach Kalifornien und besuchte die Stanford University, wo er Hochchinesisch studierte. Hier, durch die Kulturrevolution von Mao Zedong neugierig gemacht, vertiefte er sein Interesse am Maoismus und dem chinesischen Kommunismus. In ihm reifte die Überzeugung, dass er seine Untersuchungen persönlich vor Ort nachprüfen musste: „Deswegen wollte ich unbedingt nach China. Ich war neugierig, ich war Journalist, es war kein Zufall, dass ich Chinesisch studierte. Nichts anderes war mir so wichtig. Ich wollte mir diese Welt ansehen!“
Nach den zahlreichen Artikeln für „L'astrolabio“ wurde er 1969 vom Rat des Journalistenverbands als „Freier Mitarbeiter der Zeitung“ eingetragen: eine lang ersehnte Berufsbezeichnung. Im selben Jahr wurde sein erster Sohn Folco in New York geboren.
Nach dem zweiten Hochschulabschluss kehrte er nach Italien zurück. Hier versuchte er, eine Anstellung als Journalist zu bekommen.
Ende 1969 begann er ein Praktikum bei der Redaktion der mailändischen Zeitung Il giorno. Im März 1971 wurde seine Tochter Saskia geboren, und im selben Jahr legte er die Prüfungen ab, um Journalist zu werden.
Mit dem Ziel, als Korrespondent arbeiten zu können, kündigte er bei der Redaktion von Il giorno und begab sich auf die Suche nach einer Arbeitsstelle durch Europa. Die passende Gelegenheit fand er beim deutschen Nachrichtenmagazin Der Spiegel, wo er von dem damaligen Herausgeber Rudolf Augstein einen Vertrag für ein Jahr als Freier Mitarbeiter in Süd-Ost Asien bekam.

### Der Spiegelund Asien
Terzani erreichte Singapur 1972, wo er das erste Büro von Der Spiegel in Asien eröffnete. Seine Familie folgte ihm kurz vor der großen Offensive der nordvietnamesischen Truppen. Er fuhr an die Front und dokumentierte den Krieg für Der Spiegel und die italienische Presse – l´Espresso und Il Giorno- mit großer Sympathie für den Vietcong. Dabei erntete er viel Bewunderung für seinen Mut und die Qualität seiner Kriegsberichterstattung. 1973 erschienen die Berichte als Buch im italienischen Verlag Feltrinelli unter dem Titel Pelle di leopardo.
Im April 1975 war er einer der wenigen westlichen Reporter, die die Einnahme Saigons durch den Vietkong miterlebten.
Ende 1975 zog er mit seiner Familie nach Hongkong um. 1976 begann seine Zusammenarbeit mit La Repubblica, eine neue italienische Zeitung, von Eugenio Scalfari geführt. Ende März desselben Jahres veröffentlichte er sein zweites Werk Giai Phong! La liberazione di Saigon bei Feltrinelli und gewann dafür den Preis „Premio Pozzale Luigi Russo“ im Bereich Sachbuch. Im Oktober hatte er die Gelegenheit, nach Shanghai zu fahren, wo er die ersten Eindrücke über die Politik und die chinesische Gesellschaft gewinnen konnte, nach dem Tod von Mao Zedong.
1978 wurde er Zeuge des Kriegs zwischen Kambodscha und Vietnam: dieser Konflikt beschäftigte ihn lange Zeit; er sammelte zuerst mit Staunen und dann mit Bestürzung die Erzählungen über die von Pol Pot verübten Gräueltaten, was später Autogenozid oder Holocaust in Kambodscha genannt wurde. Seine Frau Angela hat diese Erfahrung in einem nachgelassenen Werk gesammelt: Fantasmi. Dispacci dalla Cambogia, 2008 bei Longanesi erschienen.
1980, nach einer langen Wartezeit, gelang es Terzani, sich in Peking niederzulassen, um die Redaktion von Der Spiegel zu eröffnen: somit wurde er der erste Korrespondent einer westlichen Zeitschrift in China, vor dem Time-Magazine und Newsweek. Er verwirklichte damit den Traum, den er seit seiner Zeit in Amerika hatte.
Aber die kommunistische Partei spionierte ihn wiederholt aus, während er allein oder zusammen mit seiner Familie das Land bereiste. Er erlebte ein armes und vom Maoismus zerschlagenes China: er schrieb und fotografierte alles. Die Kommunistische Partei ließ ihn daher festnehmen, und er wurde wegen „konterrevolutionärer Aktivitäten“ angeklagt und nach einem Monat im Umerziehungslager des Landes verwiesen. Nach dem schweren Schock dieses Erlebnisses beschloss er sein drittes Werk bei Longanesi zu veröffentlichen, Fremder unter Chinesen. Reportagen aus China, wo er ungefiltert seine vierjährige Erfahrung in China erzählte.
Er zog 1985 mit seiner Familie nach Tokio um, wo er ein dunkles Kapitel in seinem Leben erlebte. Das Land, mit seinem übertriebenen Konsumverhalten, enttäuschte ihn sehr. Er litt dort an starken Depressionen, da er die hohle Geschäftigkeit der Menschen in dem aufstrebenden Land nicht ertragen konnte. In den folgenden Jahren folgte er der Revolution in den Philippinen und beschäftigte sich mit den Ereignissen in Indochina.
Im September 1990 verließ er mit Erleichterung Tokio und zog nach Bangkok. Während des Putsches gegen Gorbatschow, im Sommer 1991, befand sich Terzani an der Grenze zwischen China und der Sowjetunion und entschied sich unverzüglich nach Moskau zu fliegen. Er besichtigte auf allen Wegen und mit allen Verkehrsmitteln 9 der 15 Sowjetrepubliken. Diese Reise machte ihn zu einem direkten Zeugen des Zusammenbruchs der Sowjetunion. Aus dieser Erfahrung entstand der Reisebericht, der 1992 als Buch unter dem Titel Gute Nacht, Herr Lenin. Eine Reise durch ein zerberstendes Land erschien und nachfolgend in die Shortlist des renommierten Preises „Thomas Cook Travel Book Award“ kam.
1993, aufgrund der Warnung eines chinesischen Wahrsagers, entschloss er sich, ein Jahr lang ohne die Nutzung von Flugzeugen, durch Asien zu reisen. Er erlebte ein ungewöhnliches Jahr, und daraus entstand eine faszinierende Reportage mit tiefen Einblicken in asiatische Lebensweisen zwischen materialistischer Moderne und traditionellen magischen Praktiken, unter dem Titel Fliegen ohne Flügel, 1995 erschienen.
1994 verzog er nach Indien, in Delhi, wo er die Gelegenheit hatte, den Entwicklungen und Widersprüchen der indischen Demokratie zu folgen. Im August 1996, nach 25 Berufsjahren und mehr als 200 Reportagen, endete die Zusammenarbeit mit dem Spiegel, und er entschied sich, seine Arbeit als Zeitungsjournalist aufzugeben.

### Die Krankheit und die letzten Jahre
Im Frühling 1997 wurde bei ihm Krebs diagnostiziert: Er beschloss, außer mit der klassischen westlichen Medizin, sich auch mit der Welt der alternativen Heilmethoden zu heilen. Er beschloss, sich offensiv mit seiner Krankheit auseinanderzusetzen und sie zu erforschen und über sie zu berichten, wie er zuvor als Journalist über Krisen in der Welt geschrieben hatte. 1999 zog er sich über Monate in den indischen Himalaya zurück, klopfte an einem buddhistischen Kloster an und verschrieb sich dem Schreiben, der Malerei und der Heilbehandlung.
2001, nach den Terroranschlägen vom 11. September und während des folgenden Feldzugs in Afghanistan, verspürte er das Bedürfnis, sich in Bewegung zu setzen und als Zeuge der Ereignisse, als Freelance, anwesend zu sein. Er schrieb eine Reihe von Artikeln und Überlegungen, die er danach in den Band Briefe gegen den Krieg sammelte und im Jahr 2002 herausgab.
Im Jahr 2003 zog er sich in sein Haus auf dem Pistoia-Apennin zurück, um sein letztes Werk Noch eine Runde auf dem Karussell zu schreiben, das im März 2004 erschien. Das Buch berichtet nicht nur über seine Krebserkrankung, sondern stellt auch eine Untersuchung des zeitgenössischen Menschen dar, immer im Hinblick auf die Frage: Was der wahre Sinn dieses Lebens im Angesicht des ohnehin unausweichlichen Todes sei.
Im Juli 2004 starb er in seinem Hause im Orsigna-Tal – oder, wie er selbst sagen mochte, „verließ er seinen Körper“. Sein letztes postumes Werk, Das Ende ist mein Anfang, bei Longanesi erschienen, ist ein Zwiegespräch, das er zusammen mit seinem Sohn Folco schrieb. Darin befragte der Sohn den Vater, Terzani blickte nochmals zurück auf sein Leben und sprach über seinen bevorstehenden Tod, den er als sein letztes Abenteuer willkommen hieß.

## Werk

### Journalismus und die Suche nach der Wahrheit
„Ein Journalist muss eine gewisse Arroganz besitzen, muss sich frei fühlen, von jeder Macht unabhängig.“
Der Journalismus hat Terzani die Gelegenheit gegeben, die großen Ereignisse der letzten fünfzig Jahre des 20. Jahrhunderts zu betrachten und des Öfteren mittendrin zu sein. Nach eigenen Worten war er in den „heroischen Zeiten des Journalismus“ tätig, bevor dieser zum Medienspektakel geworden und vom rechten Weg abgekommen sei. Am Ende seiner Karriere hat er sehr bedauert, dass die Journalisten heute kaum noch lange Reportagen schreiben, nicht in die Tiefe gehen.
Er stand für einen Journalismus ohne Anspruch auf letzte Objektivität, und stattdessen den Versuch, den Menschen die Augen zu öffnen und zu helfen, andere Perspektiven zu verstehen.
„Ich wollte den Leuten erzählen, was sie nicht sehen, nicht hören, nicht riechen konnten […] Erzählst du mit emotionaler Anteilnahme, was du selbst erlebt hast, überträgst du deine Emotionen auf den Leser. Das habe ich schon früh entdeckt. Und auch von den Großen des Metiers gelernt.“
Seine Vorbilder waren unter anderem Bernardo Valli, Jean-Claude Pomonti, Martin Woollacott, David Halberstam, Sydney Schanberg, die wie Terzani in Vietnam und Kambodscha als Korrespondenten tätig waren.
Die Suche nach der Wahrheit, nach der Exaktheit der Fakten hat ihn ein Leben lang begleitet, als wäre es „das Wichtigste von der Welt“. Erst später erkannte er, dass es die Wahrheit vielleicht gar nicht gibt bzw. sie sich hinter den Fakten versteckte, stets tief vergraben. Er hat jedoch immer in seinen Aufsätzen und Reportagen versucht, „die Gründe der anderen“ zu erklären und über die Ereignisse jeweils mit Empörung oder Begeisterung zu berichten.
„Dieses Gefühl, dass du so etwas wie ein heiliges Recht darauf hast, deine Version der Wahrheit zu erzählen, verleiht dir ungeheure Kraft.“

### Frühwerk
Sein literarisches Werk begann 1973 mit Pelle di leopardo über den Vietnamkrieg, dem folgt Giai Phong! Saigons Befreiung (1976), das in viele Sprachen übersetzt wurde und in Amerika zum Book of the month gewählt wurde. Holocaust in Kambodscha (1980) wurde zu einem Zeugnis des Völkermords durch die Roten Khmer.

### Werk
La porta proibita (1985) erschienen in Italien, USA und Großbritannien und ist ein kritischer Blick auf das neue China.
Gute Nacht Herr Lenin! (1992) ist eine Live-Berichterstattung, eine Reise durch das auseinanderbrechende Weltreich Russlands, das den Thomas Cook Award erhielt.
Fliegen ohne Flügel (1995) hat Tiziano Terzani zu großer Bekanntheit verholfen. Der Roman wurde in 32 Sprachen übersetzt und ist immer noch ein internationaler Bestseller.
1998 erschien In Asien, wo Terzani die historischen, kulturellen und wirtschaftlichen Veränderungen des asiatischen Kontinents schildert und für die westliche Welt verständlich macht.

### Spät- und posthumes Werk
2001 begann er Briefe gegen den Krieg, eine Sammlung von Briefen, die er in den Monaten nach dem 11. September für den Corriere della Sera schrieb. Mit seinen Briefen sprach er eine Ebene jenseits kurzsichtiger Tagespolitik an. Terzanis Plädoyer wies eindringlich darauf hin, dass der Westen letztendlich verlieren würde, wenn er für einen Sieg über den Terrorismus und die Achse des Bösen seine moralischen Prinzipien aufgäbe. Einer dieser Briefe war an die italienische Autorin und Journalistin Oriana Fallaci gerichtet, die einen Brief auf derselben Zeitung mit scharfen anti-islamischen Vorwürfen geschrieben hatte.
2004 erschien Noch eine Runde auf dem Karussell, Chronik einer Krankheit, an der er im gleichen Jahr sterben wird.
Im März 2005 wurde Das Ende ist mein Anfang posthum veröffentlicht; ein leidenschaftliches Gespräch mit seinem Sohn Folco über die bedeutendsten Ereignisse seines Lebens und des vergangenen Jahrhunderts. Auf 200 Seiten diskutieren sie über Werte und Religion, über Wiedergeburt, Buddhismus und New Age.

## Filme und Verfilmungen
Zwei Monate vor Terzanis Tod veröffentlichte Mario Zanot, italienischer Regisseur, ein letztes Interview mit Terzani. Dies wurde als Dokumentar-Film mit dem Titel Anam, der Namenlose, veröffentlicht. Als Terzanis spirituelles Testament anerkannt, wurde es ebenfalls ein Verkaufserfolg mit einer Auflage von 80.000 DVDs.
Am 7. Oktober 2010 ist der Film Das Ende ist mein Anfang, der auf dem gleichnamigen Buch von Terzani basiert, in Deutschland erschienen. Die Besetzung war zum Teil deutsch und zum Teil italienisch: Die Rolle von Terzani wurde von Bruno Ganz gespielt.
Die Verfilmung von Fliegen ohne Flügel wird 2013 beginnen, einen Teil der Kosten wird durch ein Crowd Funding gedeckt. Es wurde ein Verein für die Geldsammlung gegründet und alle, die an dieses Projekt glauben, können durch eine Spende Mit-Produzent werden und die Verfilmung unterstützen. Der Film wird einen Teil von Terzanis Reise durch Asien im Jahre 1993 aus seinem gleichnamigen Roman Fliegen ohne Flügel nachstellen. Die Dreharbeiten werden ausschließlich an Originalschauplätzen stattfinden: Vietnam, Laos, Kambodscha, Birma, Thailand. Das Ziel des Produzenten ist, den Film im Juli 2014 ausstrahlen zu können, zum 10. Todestag von Terzani.

## Preise und Auszeichnungen
- "Premio letterario internazionale Tiziano Terzani"[31] mit Sitz in Udine und organisiert vom Verein "vicino/lontano", 2005 gegründet
- "Premio nazionale Tiziano Terzani per l'Umanizzazione della Medicina"[32] mit Sitz in Bra und organisiert vom ASL18 Alba-Bra, 2006 gegründet
- "Premio letterario Firenze per le Culture di Pace"[33] an Tiziano Terzani geweiht, mit Sitz in Florenz und organisiert von dem Verein "Un tempio per la pace", 2006 gegründet
- "Premio letterario Fogli di Viaggio" an Tiziano Terzani geweiht, mit Sitz in Campi Bisenzio und organisiert von dem Verein "Macramè", 2011 gegründet
- 2012 wurde der Asteroid (199677) Terzani nach ihm benannt.

## Kritik
Es wurde behauptet, Terzani habe aus ideologischen Gründen bewusst die Massaker der Roten Khmer verschwiegen, als er in der Mitte der 1970er Jahre zur Berichterstattung in Kambodscha war. Trotz seiner einige Jahre später erfolgten Entschuldigung ist diese Kritik noch nicht vollkommen verstummt.

## Werkverzeichnis

### Erzählende Reportagen und Romane
- Saigon 1975, Three days and Three Months. 1975.
- Holocaust in Kambodscha. 1981.
- Fremder unter Chinesen. Reportagen aus China. 1985.
- Gute Nacht, Herr Lenin. Reise durch ein zerberstendes Weltreich. 1992.
- Fliegen ohne Flügel. Eine Reise zu Asiens Mysterien. Goldmann, München 1995, ISBN 978-3442129522.
- In Asien. 1998.
- Briefe gegen den Krieg. Riemann Verlag, München 2002.
- Noch eine Runde auf dem Karussell. Vom Leben und Sterben. Droemer/Knaur, München 2004, ISBN 978-3426779569.

### Postume Werke
- Das Ende ist mein Anfang. Ein Vater, ein Sohn und die große Reise des Lebens. Deutsche Verlags-Anstalt, München 2007, ISBN 978-3-421-04292-7.
- Meine asiatische Reise. Fotografien und Texte aus einer Welt, die es nicht mehr gibt. Deutsche Verlags-Anstalt, München 2011, ISBN 978-3-421-04492-1.
- Fantasmi. Dispacci dalla Cambogia. Mit einer Schrift von Angela Terzani-Staude. Longanesi, Milano 2008, ISBN 978-8830424418.
- Angkor. Mit der Einleitung von Sandra Petrignani. Liaison Editrice, Courmayeur 2009.
- Tutte le opere 1966-1992. Herausgegeben von Àlen Loreti. Mit einer Einleitung von Franco Cardini. Mondadori Editore, Milano 2011.
- Tutte le opere 1993-2004. Herausgegeben von Àlen Loreti. Mondadori Editore, Milano 2011.
- "Che fare? e altre prose sulla pace." Herausgegeben von Àlen Loreti. Edizioni Via del Vento, Pistoia 2011.